# 篠村敦子
篠村 敦子（しのむら あつこ、1979年3月15日 - ）は、京都府出身の日本の元女子レスリング選手。女子世界選手権51kg級金メダリスト。網野高等学校・福岡大学卒業、現在まで吉田沙保里からピンフォールを奪った3人のうちのひとりである。

## 来歴
中学までのスポーツ歴はなかったが、レスリングの名門網野高校で競技を始め1年生で全日本女子オープン3位、2年生では全国高校選手権優勝と急成長を見せる。
大学進学後の1998年には全日本選手権決勝で当時高校生だった吉田に勝利して初優勝、国際大会でも世界ジュニアで優勝し、世界シニアにも初出場で初優勝を遂げた。
1999年は世界ジュニアとアジア選手権で2冠を獲得するも、全日本選手権は準決勝で坂本日登美に敗れて負傷し3位決定戦を棄権した。その後は海外の大会で優勝するが、国内では2000年ジャパンクイーンズカップ準決勝でも伊調千春に敗れるなど精彩を欠き、2001年全日本社会人選手権を最後に現役を引退した。
2008年に東京で開かれた世界選手権で歴代世界チャンピオンのひとりとして特別表彰されたが、表彰式を欠席した。